# Don Tobin
Don Tobin est un animateur américain ayant travaillé pour les studios Disney.

## Biographie
Avec d'autres dessinateurs dont Frank Interlandi et son frère Phil Interlandi, John Dempsey, Ed Nofziger, Dick Shaw, Dick Oldden, Virgil Partch et Roger Armstrong, Don Tobin a constitué la communauté de Laguna Beach dont le rituel était de poser les crayons vers midi pour se retrouver tous au restaurant The White House et y boire quelques verres en échangeant blagues et idées. Cette communauté de dessinateurs contribua à la petite notoriété de la ville et ne sera pas pour rien dans la création de la Laguna College of Art and Design, université qui regroupe aujourd’hui près de 500 étudiants.

## Filmographie
- 1940 : Pinocchio
- 1940 : Fantasia séquence Le Sacre du Printemps
- 1941 : Le Dragon récalcitrant (non crédité)
- 1942 : Dumbo (non crédité)
- 1942 : Bambi (non crédité)
- 1942 : Donald bagarreur (Donald's Snow Fight, effets d'animation)